# Campus Gotland
Campus Gotland est un campus de l'université d'Uppsala situé à Visby sur l'île de Gotland, en Suède. Le campus a pour origine Högskolan på Gotland, fondée en 1998. Une Högskolan est une sorte d'université mais qui ne peut décerner de doctorats. En juillet 2013, cette högskola devient un campus de l'université d'Uppsala. Environ 55 % des étudiants suivent une formation en ligne, plus que tout autre établissement en Suède.